# Saats torn

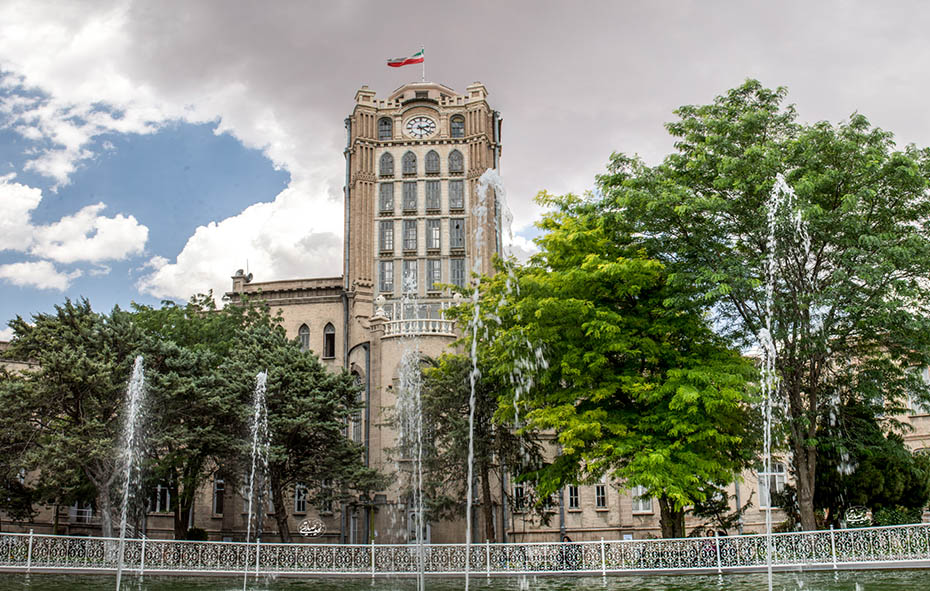
Saat torn

Saats torn, som även är känt som Tabriz kommunpalats (persiska: کاخ شهرداری تبریز) ligger i en rondell, som är känd som Klockrondellen (persiska: میدان ساعت), i centrum i staden Tabriz i Iran. Fasaden är gjord av slipad sten. Uppe på tornet finns det en klocka på alla fyra sidor.